# Вулкан Заварицкого
Вулкан Завари́цкого (айнск. Икаимикот) — действующий вулкан в южной части острова Симушир Большой Курильской гряды.
Имеет в своём составе 3 кальдеры 10, 8, и 3 км в диаметре.
Самая молодая кальдера была сформирована в эпоху голоцена; внутри имеется вулканического происхождения озеро Бирюзовое глубиной около 70 м.
В XX веке вулкан Заварицкого извергался дважды. Первое извержение, как было установлено по лавовым осадкам, произошло между 1916 - 31 годами. В результате этого в северной части вулканического озера образовался маленький остров. Во второй раз извержение произошло в 1957 году, оно значительно сократило размеры озера. Благодаря этому извержению стало известно, что фосфориты могут образовываться не только в результате химических процессов в море, но и вследствие вулканической деятельности земной коры. В настоящее время фиксируется фумарольная и термальная активность.
Назван в честь советского учёного-геолога и петрографа, академика Академии наук СССР Александра Николаевича Заварицкого.
В мае 2023 года команда под руководством вулканолога Уильяма Хатчисона обнаружила, что керны льда из Гренландии и других мест точно определили вулкан Заварицкого ответственным за извержение в 1831 году. Это извержение было одним из самых мощных в 19 веке, выбросив в стратосферу столько двуокиси серы, что среднегодовая температура в Северном полушарии понизилась примерно на 1 градус по Цельсию и установились более прохладные и сухие условия. Аэрозольная дымка от этого заставила солнце казаться синим, а вскоре последовали сообщения о повсеместном голоде и лишениях, которые охватили Индию, Японию и Европу, затронув миллионы людей.
Поскольку информации о деятельности вулкана Заварицкого в 19 веке было мало, никто ранее не подозревал, что это может быть связано с извержением вулкана в 1831 году.